# Marzena Paduch
Marzena Hanna Paduch (Zwoleń; 7 de Abril de 1965 — ) é uma política da Polónia. Ela foi eleita para a Sejm em 25 de Setembro de 2005 com 7838 votos em 17 distritos de Radom, candidata pelas listas do partido Samoobrona Rzeczpospolitej Polskiej.